# Auwch (televisieprogramma)
Auwch_ is een Vlaams komisch televisieprogramma dat vanaf februari 2016 werd uitgezonden op VIER. Na de reguliere uitzending kon de serie nog bekeken worden via de website van VIER. De reeks gaat over Ben Segers en Axel Daeseleire, die een eigen productiehuis hebben opgericht en zo voortdurend in pijnlijke en gênante situaties terechtkomen. Wegens succes werd er een tweede seizoen besteld. Auwch_ is een remake van de Deense serie Klovn, die op hun beurt de mosterd haalden bij de Amerikaanse sitcom  Curb Your Enthusiasm.

## Cast
| Hoofdcast                                                                              | Gastrollen Seizoen 1 | Gastrollen Seizoen 2 | Gastrollen Seizoen 3 |
| -------------------------------------------------------------------------------------- | --- | --- | --- |
| - Ben Segers - Axel Daeseleire - Anneke De Keersmaeker - Elke Van Mello - Naomi Monson | - Gert Verhulst - Véronique De Kock - Geneviève Lagravière - Ernst Löw - Inge Van Bruystegem - Koen De Graeve - Manou Kersting - Peter Van den Begin - Kelly Van Hoorde - Ariane van Vliet - Lukas Smolders - Michiel Devlieger - Luk Wyns - Lucas Tavernier - Ivo Pauwels - Jan Verheyen - Bartel Van Riet - Herbert Flack - Tom Audenaert - Martin Gyselinck - Maurice Engelen - Veerle Dobbelaere | - Pieter Timmers - Jean-Marie Pfaff - Begir Memeti - Ilse De Vis - Bert Huysentruyt - Tom Audenaert - Wout Bru - Hans Royaards - Hans Bourlon - Gert Verhulst - Marie Bertrands - Herman Brusselmans - Luk Wyns - Jeron Amin Dewulf - Kirsten Janssens - Josje Huisman - Stany Crets - Lut Tomsin - Marijn Devalck - Roel Vanderstukken - Koen De Graeve - Ronny Daelman - Manou Kersting - Chris Willemsen | - Jan Verheyen - Michael Pas - Jaak Van Assche - Tuur De Weert - Walter Damen - Nick Bril - Hilde De Baerdemaeker - Marijn Devalck - Francesca Vanthielen - Ivo Pauwels - Arlette Sterckx - Koen De Graeve - Ariane van Vliet - Daniëlla Somers - Chris Willemsen - Jani Kazaltzis - Wesley Sonck - Tom Audenaert - Julie Mahieu - George Arrendell - Daniela Degraux - Lucas Tavernier |

## Afleveringen

### Seizoen 1 (2016)
| Nr. | #  | Titel                     | Datum uitzending |
| --- | -- | ------------------------- | ---------------- |
| 1 | 1  | Hoer in huis              | 1 februari 2016  |
| Axel en Ben zijn samen met Gert op zoek naar een nieuw format voor Studio 100. Gert heeft een etentje met Véronique, dus vraagt hij aan Ben of hij zijn vest mag lenen. Vif, een vriendin van Elke, komt een poosje bij Ben en Elke logeren nadat ze uit elkaar is gegaan met haar vriend. Wanneer Ben verneemt dat Vif heeft gewerkt als escorte, slaat de fantasie van hem en Axel op hol. |    |                           |                  |
| 2 | 2  | Stomme Hollander          | 8 februari 2016  |
| Na een partijtje tennis komen Ben en Axel een oude schoolvriendin van Ben tegen, die in de afvalcontainers zit te snuffelen. Ze zegt dat ze haar horloge is verloren en nodigt Ben en Elke uit om eens te komen eten. Door een misverstand krijgen Ben en Axel ruzie met een Nederlander. Ben en Elke hebben hun meest sjofele kledij aangetrokken voor het etentje, en hebben zelf eten meegebracht. Wanneer Inge de deur opendoet blijkt dat zij en haar man - de Nederlander van de tennisclub - steenrijk zijn.                      |    |                           |                  |
| 3 | 3  | Tettenman                 | 15 februari 2016 |
| Koen geeft een feestje ter ere van zijn pasgeboren zoon. Ben, Axel, Peter en Manou zijn ook van de partij wanneer de stripteaseuse het beste van zichzelf geeft. Ben geniet ten volle en krijgt de naam "Tettenman". Dit wordt nog eens bevestigd wanneer hij de borsten van Koens vrouw aanstaart tijdens het geven van borstvoeding. Ben probeert het goed te maken met een etentje. Het loopt mis wanneer hij vlees moet lenen uit de diepvries van zijn onderbuur, die in het mortuarium werkt.                                      |    |                           |                  |
| 4 | 4  | Rode Kruis                | 22 februari 2016 |
| Elke weet Ben te overtuigen om mee te helpen bij een geldinzameling voor het Rode Kruis. Axel heeft een meeting geregeld met Luk en Michiel, om een nieuw VIER-programma te maken. Ben moet het ingezamelde geld gebruiken om zich uit de nesten te werken bij enkele Marokkanen, en vraagt de hulp van zijn Marokkaanse buurman op het kantoor van Ben en Axel. De man wil enkel helpen als hij een rol krijgt in het nieuwe programma.                                                                                                 |    |                           |                  |
| 5 | 5  | Strakke voorhuid          | 29 februari 2016 |
| Ben heeft last van een strakke voorhuid en moet besneden worden. Hij vermoedt dat de dokter gevoelens heeft voor Elke en wil dat Elke een andere dokter zoekt. Ondertussen probeert Jan Ben en Axel te lanceren in Hollywood. Bens vader komt op bezoek en vraagt aan zijn zoon of die voor hem een blowjob kan regelen. |    |                           |                  |
| 6 | 6  | Fal doot                  | 7 maart 2016     |
| Wanneer Elke en Ben terugkomen van vakantie, komt het tot een discussie tussen Ben en zijn groentenleverancier. Dankzij de hulp van buurman Herbert wordt de schuld afgeschoven op de koerier. Via Bartel weten Ben en Axel een vrije val te regelen. Ze besluiten voor een solo-sprong te gaan, maar wanneer blijkt dat de koerier bij de club werkt en Bens parachute heeft geprepareerd, wil Ben een duo-sprong doen. |    |                           |                  |
| 7 | 7  | Geen strippers meer       | 14 maart 2016    |
| Het blijkt dat het graf van Bens moeder wordt verplaatst. Via de nabestaanden van een ander graf probeert Ben een beter plaatsje te versieren, maar daarvoor wil het koppel wel een meet and greet met Axel. Ben heeft beloofd de organisatie van de mannenlunch op zich te nemen, waaronder een stripteaseuse regelen en Filet d'Anvers afhalen. Alles loopt in het honderd wanneer Ben twee urnes moet kopen voor de as van zijn moeder en de Filet d'Anvers in te doen.                                                               |    |                           |                  |
| 8 | 8  | Godfather of Drugs        | 21 maart 2016    |
| Elke en Anneke gaan een weekendje weg, dus Axel organiseert een feestje in zijn mancave. Ben heeft Elke beloofd Tristan mee te nemen, tot ongenoegen van Axel. Ook Koen en Maurice zijn van de partij. Via Maurice komen ze op het idee om heroïne te nemen, maar uiteindelijk is het enkel Tristan die een shot laat zetten. Ze moeten er de dokter van Ben bijhalen, die zelf aan de cocaïne zit, wanneer Anneke onverwacht thuis komt. Tristan biecht alles op aan zijn vrouw, die 's anderendaags aan de deur van Ben en Elke staat. |    |                           |                  |
| 9 | 9  | Diep in het Zwarte Woud   | 28 maart 2016    |
| Ben komt te weten dat Elke naar een masturbatie-workshop gaat, gegeven door Veerle. Ook Anneke volgt deze workshop, maar Axel vindt dit helemaal niet erg. Ben en Axel besluiten te gaan spioneren. Ze komen te weten dat ook Koen een aparte hobby heeft. |    |                           |                  |
| 10 | 10 | Hoe is het met je piemel? | 4 april 2016     |
| Ben, Elke, Axel en Anneke gaan een weekendje naar zee. Door een ruzie tussen Axel en Anneke over het feit dat zij een kind van hem wil, rijden de mannen en vrouwen apart. Onderweg pikken de mannen twee jonge meisjes op, die ook naar zee moeten. Elke is aan het ovuleren dat weekend, dus willen zij en Ben voor een kindje gaan. Wanneer de mannen gaan zwemmen met de twee meisjes, krijgt Ben een kwallenbeet in zijn piemel. Anneke blijkt haar pil uit te hebben gespuwd.                                                      |    |                           |                  |

### Seizoen 2
| Aflevering | Uitzending       | Titel                           | Live kijkers |
| ---------- | ---------------- | ------------------------------- | ------------ |
| 1          | 6 februari 2017  | De affaire Jean-Marie Pfaff     | 313.426      |
| 2          | 13 februari 2017 | Ik heb niks tegen gehandicapten | 195.000      |
| 3          | 20 februari 2017 | De Thaise au pair               | 217.806      |
| 4          | 27 februari 2017 | De favoriete pen van Ben        | 254.881      |
| 5          | 6 maart 2017     | Broek vol Zaad                  | 247.449      |
| 6          | 13 maart 2017    | Zwarte Piet                     | 205.745      |
| 7          | 20 maart 2017    | London Kashmir                  | 224.159      |
| 8          | 27 maart 2017    | Arme, arme Lutgarde             | 343.272      |
| 9          | 3 april 2017     | Snuiven en aambeien             | 182.620      |
| 10         | 10 april 2017    | De Smurfen-cd                   | 252.696      |

### Seizoen 3
| Nr. | #  | Titel             | Datum uitzending |
| --- | -- | ----------------- | ---------------- |
| 1 | 21 | Steendood         | 13 februari 2020 |
| Tijdens een partijtje bowlen met Jan en Michael zien Ben en Axel hoe Jan plots in elkaar zakt en overlijdt aan een hartaanval. Axel bedenkt een plan om van zijn dood een iets klassevoller verhaal te maken. Ondertussen moet Elke in therapie voor haar kleptomanie. Ben ontdekt dat ook Hilde in therapie is. Tijdens het voorlezen van het testament van Jan blijkt dat Ben niets van hem erft, in tegenstelling tot Axel. Wanneer Ben dan ook nog eens de rekening krijgt voor de bowlingschoenen van Jan die nooit zijn teruggegeven, besluit hij om ze te zoeken en terug te brengen. Tijdens de begrafenis blijkt het polshorloge van Jan verdwenen te zijn. |    |                   |                  |
| 2 | 22 | Kempischen Boecht | 20 februari 2020 |
| Ben en Axel gaan op weekend naar Arendonk in de Kempen, waar Ben is opgegroeid en dat weekend een lezing moet geven. Ze logeren bij de vader van Ben. In de plaatselijke krant zien ze een advertentie van een tweedehands zijspan uit 1953 die te koop staat, waar ze onmiddellijk op ingaan. Axel heeft het moeilijk om zich aan te passen aan de Kempische mentaliteit. Het duo komt verschillende keren in de problemen, onder andere met een aangereden wolf, in een Thais massagesalon en met een vermeende pedofiel. |    |                   |                  |
| 3 | 23 | Melk bij de Poes  | 27 februari 2020 |
| Elke gaat met Koen en Ariane mee op tangoles. Ben wil aanvankelijk niet, tot hij van Koen hoort hoe passioneel de lesgever José danst met Elke, die haar lustgevoelens duidelijk doet opwakkeren. Axel gaat wijn verhandelen met Wesley. Ben wil graag mee om zijn idool te kunnen ontmoeten. Hij maakt per ongeluk een kleiafdruk stuk, dat werd gemaakt na Wesley's allereerste voetbalmatch. Ben moet dringend op zoek naar een kindervoetje om een nieuwe afdruk te kunnen maken. |    |                   |                  |
| 4 | 24 | Muiskozijnen      | 5 maart 2020     |
| Ben en Elke willen een kind adopteren maar ze hebben daarvoor een aanbeveling nodig. Tom en zijn vriendin stemmen toe om deze te schrijven en nodigen Ben en Elke bij hen uit. Daar krijgen ze het voorstel van Tom en Valerie of ze het eventueel zouden zien zitten om te swingen. Ben en Elke bedanken vriendelijk. Wanneer Ben per ongeluk de stekker van de broodmachine heeft uitgetrokken om de waterkoker op te zetten, wordt Tom boos. Ben mag ook het Kabouter Plop-pak van Tom niet meer gebruiken om op te treden voor de kinderen van de schermclub, waar hij indruk wou maken op de dame van het adoptiebureau. Wanneer Ben in de papieren van het adoptiebureau snuffelt om te weten te komen welk geslacht hun toegewezen kindje heeft, worden ze verzocht het gebouw te verlaten.                                                |    |                   |                  |
| 5 | 25 | Mega Yolo         | 12 maart 2020    |
| Tristan gaat trouwen met Livia. Ben is samen met de collega's van Tristan verantwoordelijk voor zijn vrijgezellenfeestje. Wanneer Ben en Tristan Axel zien kussen met een andere vrouw, ziet Axel zich verplicht om toch in te gaan op de uitnodiging van Tristan om mee te gaan op vrijgezellen en het huwelijksfeest. Wanneer Tristan iets te dronken wordt tijdens zijn eerste opdracht, begint hij over Axel en de vrouw. Tijdens een wedstrijdje paintball neemt Axel wraak door Tristan van dichtbij neer te schieten. Wanneer de mannen thuiskomen zien ze dat Elke en Anneke een stripper hebben geregeld voor de vrijgezellen van Livia. Axel slaat een ruit in om binnen te geraken, maar loopt daarbij een diepe snee op. Hij herstelt maar heeft bloed nodig. Tristan is de enige die hem kan helpen met hun zeldzame bloedgroep AB-. |    |                   |                  |
| 6 | 26 | Vochtige Doekjes  | 19 maart 2020    |
| Axel doet auditie voor een rol in Bad Boys for Life van Adil en Bilall. Tijdens een avondje uit met Axel rijdt Ben in een dronken bui een scheve schaats. Hij is er helemaal kapot van, maar Axel neemt hem onder zijn hoede. Axel verneemt dat hij een halfbroer heeft, Wim. Tijdens de ontmoeting zegt Wim dat hij een loodgieter is, wat niet in goede aarde valt bij Axel die vreest dat dit zijn rol in Bad Boys kan kosten. Ben vraagt Wim of hij eens bij hem kan langskomen om naar zijn kapotte lavabo te komen kijken. Het komt tot een confrontatie tussen Axel en Wim, waarbij Axel een slag op zijn neus krijgt. Hierdoor worden Axel en Ben buitengezet bij hun managementbureau. |    |                   |                  |